# Gouden Pen van de Vrijheid
De Gouden Pen van de Vrijheid (Golden Pen of Freedom Award) is een internationale persprijs die jaarlijks door de World Association of Newspapers wordt uitgereikt aan personen of organisaties die een buitengewone bijdrage hebben geleverd in de verdediging en bevordering van de persvrijheid.
Met prikkelende mediaverslaggeving voor de prijswinnaars, levert de prijs aandacht aan individuen die zich mogelijk in gevaar bevinden en voordeel kunnen hebben van de internationale aandacht.
De prijs werd in 1961 in het leven geroepen en elk jaar gepresenteerd tijdens de openingsceremonie van het World Newspaper Congress en World Editors Forum.

## Prijswinnaars
| Jaar | winnaar                                    | land                                        |
| ---- | ------------------------------------------ | ------------------------------------------- |
| 1961 | Ahmet Emin Yalman                          | Turkije                                     |
| 1963 | Sein Win                                   | Myanmar                                     |
| 1964 | Gabriel Makoso                             | Congo-Kinshasa                              |
| 1965 | Esmond Wickremesing                        | Sri Lanka                                   |
| 1966 | Jules Dubois                               | Verenigde Staten                            |
| 1967 | Mochtar Lubis                              | Indonesië                                   |
| 1968 | Christos Lambrakis                         | Griekenland                                 |
| 1969 | Tsjecho-Slowaakse media                    | Tsjecho-Slowakije                           |
| 1970 | Alberto Gainza Paz                         | Argentinië                                  |
| 1972 | Hubert Beuve-Méry                          | Frankrijk                                   |
| 1973 | Anton Betz                                 | Duitsland                                   |
| 1974 | Julio de Mesquita Neto                     | Brazilië                                    |
| 1975 | Sang-Man Kim                               | Zuid-Korea                                  |
| 1976 | Raul Régo                                  | Portugal                                    |
| 1977 | Robert High Lilley                         | Noord-Ierland                               |
| 1978 | Donald Woods, Percy Qoboza                 | Zuid-Afrika                                 |
| 1979 | Claude Bellanger (postuum)                 | Frankrijk                                   |
| 1980 | Jacobo Timerman                            | Argentinië                                  |
| 1981 | José Javier Uranga                         | Spanje                                      |
| 1982 | P. Joaquin Chamorro Barrios                | Nicaragua                                   |
| 1985 | Joaquin Roces                              | Filipijnen                                  |
| 1986 | Anthony Heard                              | Zuid-Afrika                                 |
| 1987 | Juan Pablo Cárdenas                        | Chili                                       |
| 1988 | Naji al-Ali (postuum)                      | Palestijnse Gebieden                        |
| 1989 | Sergei Grigoryants                         | Sovjet-Unie                                 |
| 1990 | Luis Gabriel Cano                          | Colombia                                    |
| 1991 | Gitobu Imanyara                            | Kenia                                       |
| 1992 | Dai Qing                                   | Volksrepubliek China                        |
| 1993 | Pius Njawe                                 | Kameroen                                    |
| 1994 | Omar Belhouchet                            | Algerije                                    |
| 1995 | Gao Yu                                     | Volksrepubliek China                        |
| 1996 | Yndamiro Restano Díaz                      | Cuba                                        |
| 1997 | Naša Borba, Feral Tribune, Oslobođenje     | Joegoslavië, Kroatië, Bosnië en Herzegovina |
| 1998 | Doan Viet Hoat                             | Vietnam                                     |
| 1999 | Faraj Sarkohi                              | Iran                                        |
| 2000 | Nizar Nayyouf                              | Syrië                                       |
| 2001 | Win Tin, San San Nweh                      | Myanmar                                     |
| 2002 | Geoffrey Nyarota                           | Zimbabwe                                    |
| 2003 | Wit-Russische Journalistenvereniging       | Wit-Rusland                                 |
| 2004 | Ruslan Sharipov                            | Oezbekistan                                 |
| 2005 | Mahjoub Mohamed Salih                      | Soedan                                      |
| 2006 | Akbar Ganji                                | Iran                                        |
| 2007 | Shi Tao                                    | Volksrepubliek China                        |
| 2008 | Li Changqing                               | Volksrepubliek China                        |
| 2009 | Najam Sethi                                | Pakistan                                    |
| 2010 | Ahmad Zeidabadi                            | Iran                                        |
| 2011 | Dawit Isaak                                | Eritrea/Zweden                              |
| 2012 | Anabel Hernández                           | Mexico                                      |
| 2013 | Than Htut Aung                             | Myanmar                                     |
| 2014 | Eskinder Nega                              | Ethiopië                                    |
| 2015 | Marcelo Rech                               | Brazilië                                    |
| 2016 | Dmitri Moeratov                            | Rusland                                     |
| 2017 | Can Dündar                                 | Turkije                                     |
| 2018 | Maria Ressa                                | Filipijnen                                  |
| 2019 | Jamal Khashoggi                            | Saudi Arabië                                |
| 2020 | Jineth Bedoya Lima                         | Colombia                                    |
| 2021 | Jimmy Lai                                  | Hongkong                                    |
| 2022 | Gazeta Wyborcza/Gazeta Wyborcza Foundation | Polen                                       |